# اینتر یوروپین ایرویز
اینتر یوروپین ایرویز (به انگلیسی: Inter European Airways) یک شرکت هواپیمایی با کد یاتا IP است که در ۱۹۸۷ میلادی تأسیس شده‌است. دفتر مرکزی اینتر یوروپین ایرویز در کاردیف، بریتانیا واقع شده‌است و به اروپا، پرواز انجام می‌دهد.